# TNK (기업)

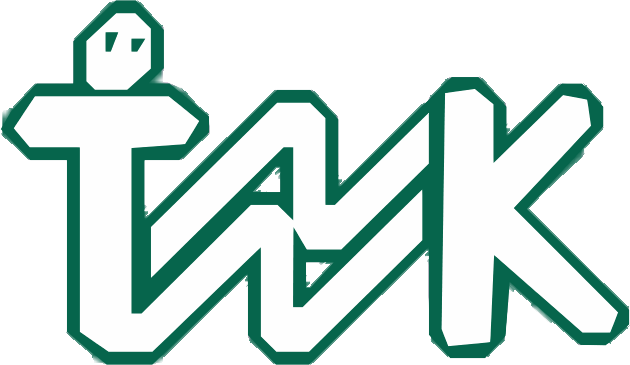

TNK(TNK Co., Ltd., 일본어: 株式会社ti・エヌ・ケー, 햅번: Kabushiki-gaisha Tii Enu Kee)는 도쿄도 네리마에 위치한 일본 애니메이션 스튜디오이다. 1999년 1월 29일 타츠노코 프로덕션의 전 애니메이터인 가토 나가테루가 설립했다. 현재까지 많은 시리즈를 제작했는데, 특히 스쿨데이즈, 하이스쿨 D×D 외에도 HAND MAID 메이, 스트로베리 에그, 원반황녀 왈큐레, 신무월의 무녀 등이 있다.

## 작품

### 텔레비전
- 핸드 메이드 메이
- 아이 마이 미! 스트로베리 에그
- 마법고양이 타루토
- G-on 라이더스
- 원반황녀 왈큐레
- L/R -Licensed by Royal-
- 망상과학 시리즈 원더바 스타일
- 신무월의 무녀
- 유성전대 무스멧트
- 라쿠고 천녀 오유이
- 러브돌 ~Lovely Idol~
- 쿄시로와 영원의 하늘
- 스쿨데이즈
- 노을빛으로 물드는 언덕
- 일기당천 XTREME XECUTOR
- 하이스쿨 D×D
- 하이스쿨 D×D NEW
- 건전로봇 다이미다라
- 정령사의 검무
- 하이스쿨 D×D BorN
- sin 일곱 개의 대죄
- 노예구 The Animation
- 섬란 카구라 SHINOVI MASTER -도쿄 요마 편-
- 칸다가와 제트 걸즈
- 회복술사의 재시작
- 부덕의 길드
- VTuber인데 방송 끄는 걸 깜빡했더니 전설이 되어있었다

### OVA
- 언제나 나의 산타!
- 스쿨데이즈 (비디오 게임)
- 하이스쿨 D×D

### ONA
- 무장신희

### 영화
- 예전부터 계속 좋아했어: 고백실행위원회